# سوني موبايل
سوني موبايل للاتصالات المتنقلة (بالإنجليزية: Sony Mobile Communications)‏ (باليابانية: ソニーモバイルコミュニケーションズ株式会社) هي شركة اتصالات شركة متعددة الجنسيات تأسست في 1 أكتوبر 2001 كمشروع مشترك بين سوني وإريكسون، ومقرّها في طوكيو باليابان، ومملوكة بالكامل لشركة سوني. تم تأسيسها في الأصل باسم شركة سوني إريكسون للاتصالات المتنقلة، ومقرها في لندن، بإنجلترا، حتى استحوذت سوني على حصة إريكسون في المشروع في 16 فبراير 2012. في 26 مارس 2020، أعلنت شركة سوني أنها ستنشئ شركة قابضة وسيطة تسمى شركة سوني للإلكترونيات، والتي ستدمج الشركات الثلاث التي تضم قطاع منتجات وحلول الإلكترونيات (منتجات وحلول التصوير، والترفيه المنزلي والصوت، والاتصالات المتنقلة)، اعتبارا من 1 أبريل 2020.
شركة سوني موبايل لديها مرافق بحث وتطوير في لوند (السويد)، وبكين (الصين)، وطوكيو (اليابان، وسان فرانسيسكو (الولايات المتحدة). في ذروتها في عام 2007، استحوذت شركة سوني إريكسون، سلف شركة سوني موبايل، على 9 بالمائة من حصة السوق العالمية للهواتف المحمولة، مما يجعلها رابع أكبر بائع في ذلك الوقت. في عام 2017، استحوذت شركة سوني موبايل على أقل من 1٪ من حصة السوق العالمية، ولكن 4.8٪ في أوروبا، و 16.3٪ في اليابان.
تصنع سوني موبايل حصريًا هواتف ذكية تعمل بنظام أندرويد تحت اسم العلامة التجارية الفرعية «إكسبيريا» - كما أنها طورت سابقًا أجهزة الحواسيب اللوحية (سوني تابليت)، والساعات الذكية (ساعة سوني الذكية)، وأجهزة تتبع اللياقة البدنية (سوني سمارت باند)، إضافة إلى الملحقات والبرامج للأجهزة.

## التاريخ

### البدايات

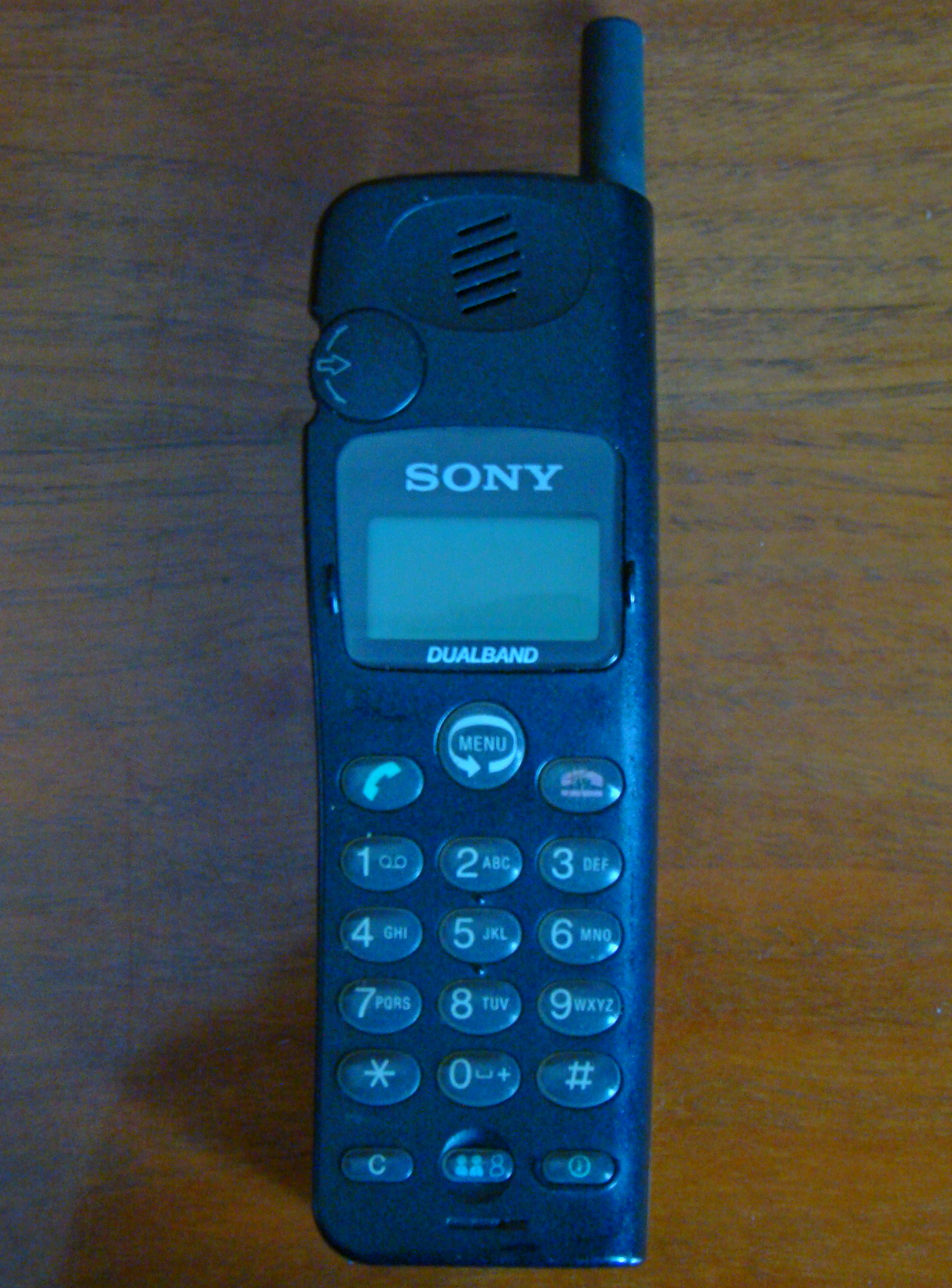
هاتف محمول من شركة سوني من قبل المشروع المشترك

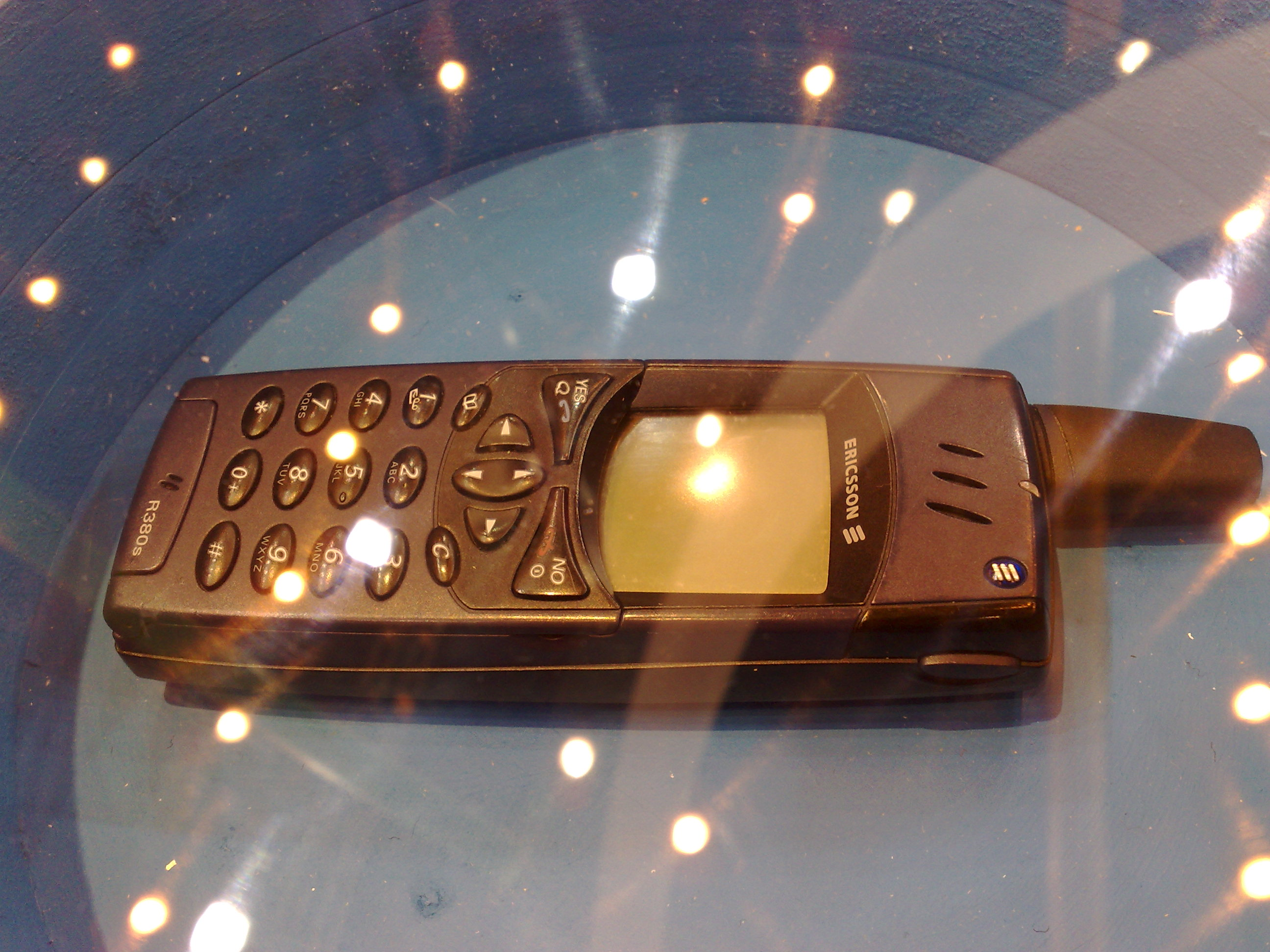
هاتف محمول من إريكسون من قبل المشروع المشترك

كانت شركة إريكسون السويدية تصنع الهواتف المحمولة منذ الثمانينيات، وكان أول جهاز محمول لها هو (Hotline Pocket) الذي تم تقديمه في عام 1987. في الولايات المتحدة، دخلت إريكسون في شراكة مع شركة جنرال إلكتريك في أوائل التسعينيات باسم إريكسون للاتصالات المتنقلة (ECS)، وذلك أساسًا لتأسيس وجود أمريكي، وتحصيل اعتراف بعلامتها التجارية. تركت شركة جنرال إلكتريك المشروع المشترك في النهاية.
قرّرت شركة إريكسون الحصول على رقائق لهواتفها من مصدر واحد، مُنشأة فيليبس في نيومكسيكو. في 17 مارس 2000، أدّى حريق في مصنع فيليبس إلى تلوث المنشأة المعقمة. أكدت فيليبس لشركة إريكسون ونوكيا (عميلهما الرئيسي الآخر)، أن الإنتاج سيتأخر لمدة لا تزيد عن أسبوع. عندما أصبح من الواضح أن الإنتاج سيتعرض للخطر فعليًا لعدة أشهر، واجهت شركة إريكسون نقصًا خطيرًا. بدأت نوكيا بالفعل في الحصول على قطع غيار من مصادر بديلة، لكن موقف إريكسون كان أسوأ بكثير حيث توقف إنتاج الموديلات الحالية وإطلاق أخرى جديدة.
كانت شركة إريكسون، التي ظلّت في سوق الهواتف المحمولة لعقود من الزمن، وثالث أكبر شركة لتصنيع الهواتف المحمولة في العالم في ذلك الوقت بعد نوكيا وموتورولا، تكافح مع خسائر فادحة وتناقص حصتها في السوق. كان هذا جزئيًا بسبب عدم قدرتها على إنتاج هواتف أرخص، كما تمكنت الهواتف المصممة بشكل عصري مثل نوكيا من القيام بذلك. بدأت التكهنات بشأن احتمال بيع إريكسون لقسم الهاتف المحمول التابع لها، لكن رئيس الشركة، كورت هيلستروم، قال إنّه ليس لديها خطط للقيام بذلك. قال هيلستروم، «الهواتف المحمولة هي حقًا عمل أساسي لشركة إريكسون، لن نكون ناجحين (في الشبكات) إذا لم يكن لدينا هواتف».
كانت شركة سوني لاعباً هامشيًا في سوق الهواتف المحمولة في جميع أنحاء العالم بحصة تقل عن 1 في المائة في عام 2000. وبحلول أغسطس 2001، كانت الشركتان قد انتهت من شروط الاندماج التي تم الإعلان عنها في أبريل. ساهمت إريكسون بأغلبية أسهم شركة إريكسون للاتصالات المتنقلة، باستثناء جزء صغير تم فصله على أنه منصات إريكسون للأجهزة المحمولة. ساهمت شركة سوني في قسم الهاتف بالكامل. كان من المقرر أن يكون لدى الشركة قوة عاملة أولية من 3500 موظف.

### من 2001 إلى 2010
كانت إستراتيجية سوني إريكسون هي إطلاق نماذج جديدة قادرة على التصوير الرقمي بالإضافة إلى إمكانيات الوسائط المتعددة الأخرى مثل تنزيل مقاطع الفيديو وعرضها وقدرات إدارة المعلومات الشخصية. تحقيقا لهذه الغاية، أصدرت العديد من الطرز الجديدة التي تحتوي على كاميرا رقمية مدمجة وشاشة ملونة، والتي كانت جديدة في ذلك الوقت، ومن الأمثلة على ذلك هناك هاتف سوني إريكسون (T610)، والهاتف الذكي (P800 UIQ)، ولاحقا الهاتف (K700). استمرّ المشروع المشترك في تكبد خسائر أكبر على الرغم من ازدهار المبيعات، إلا أنّه حقّق ثمارها حيث حققت سوني إريكسون أول ربح لها في عام 2003، وفي السنوات التالية زادت مبيعات أجهزة الهاتف بشكل مطّرد. تم اعتبار المشروع المشترك ناجحًا.
في عام 2005، قدمت سوني إريكسون هاتف K750i بكاميرا 2 ميغا بكسل، بالإضافة إلى زميله في النظام الأساسي W800، وهو أول هاتف من هواتف وكمان، قادر على تشغيل الموسيقى لمدة 30 ساعة. في وقت لاحق في أكتوبر 2005، قدّمت سوني إريكسون أول هاتف محمول يعتمد على (UIQ 3)، وهو سوني إريكسون P990.

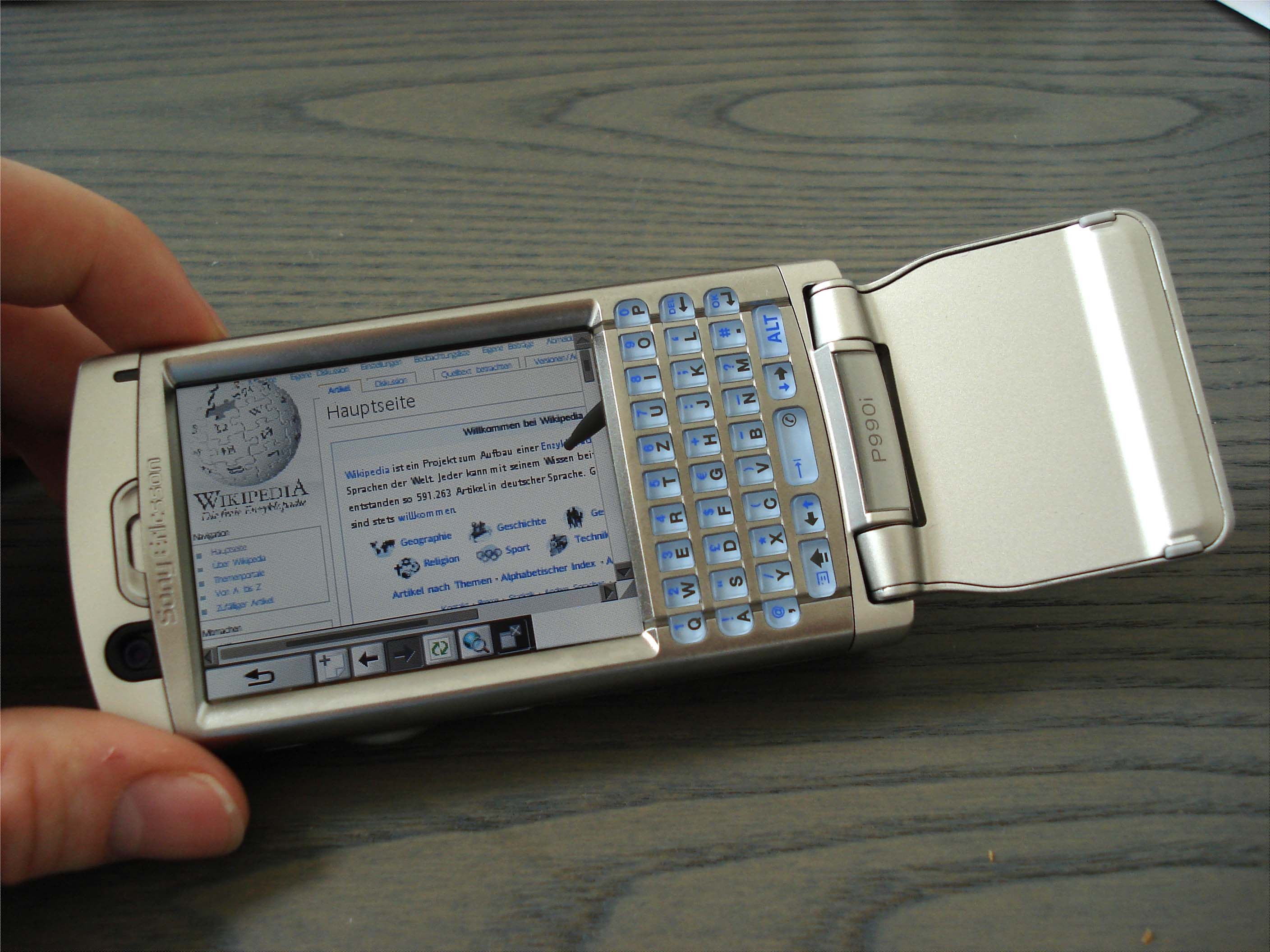
سوني إريكسون P990

وفي عام 2005 أيضًا، وافقت شركة سوني إريكسون على أن تصبح الراعي العالمي لرابطة محترفات التنس، في صفقة قيمتها 88 مليون دولار أمريكي على مدى 6 سنوات. تم تغيير اسم حلبة التنس للمحترفين للسيدات إلى جولة سوني إريكسون لرابطة محترفات التنس.
في عام 2007، تم الإعلان عن أول هاتف مزود بكاميرا بدقة 5 ميجابكسل، سوني إريكسون (K850i)، تبعه في عام 2008 سوني إريكسون C905، وهو أول هاتف مزود بكاميرا بدقة 8.1 ميجابكسل في العالم. في ملتقى عالم الهاتف النقال 2009، كشفت شركة سوني إريكسون النقاب عن أول هاتف مزود بكاميرا بدقة 12 ميجابكسل، اسمه سوني إريكسون ساتيو.
في 2 يناير 2009، أعلنت شركة سوني إريكسون في ستوكهولم أنها ستحصل على بعض هواتفها المحمولة المصنوعة في الهند، وأن شركائها الخارجيين، فوكسكون وفلكس، سيصنعان عشرة ملايين هاتف محمول سنويًا بحلول عام 2009. أعلن الرئيس التنفيذي مايلز فلينت، في في مؤتمر صحفي عقده مع وزير الاتصالات الهندي داياندي ماران في تشيناي، إن الهند كانت واحدة من أسرع الأسواق نموًا في العالم، وسوقًا ذا أولوية لشركة سوني إريكسون مع 105 مليون مستخدم للهواتف المحمولة بنظام جي إس إم.

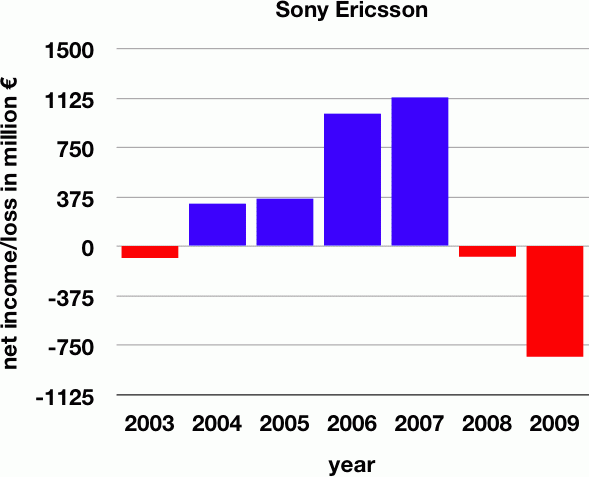
صافي الدخل أو الخسارة السنوية من 2003 إلى 2009

انخفضت شحنات هواتف سوني إريكسون من 30.8 مليون في الربع الرابع من عام 1999، إلى 8.1 مليون فقط في الربع الأول من عام 2003. تكبّدت الشركة خسائر صافية في ستة من 15 ربعًا، وشهدت تقلص احتياطياتها النقدية من 2.2 مليار يورو إلى 599 مليون يورو، بعد تلقي 375 مليون يورو من مالكيها المشتركين. أثّر كسوف نظام التشغيل سيمبيان، الذي بدأ في البداية بواسطة آيفون من أبل، ثم بواسطة أندرويد من جوجل، على موقع سوني إريكسون في السوق. كما عانت الشركة أيضًا بعد إطلاق هاتف آيفون من أبل في الربع الثالث من عام 2007.

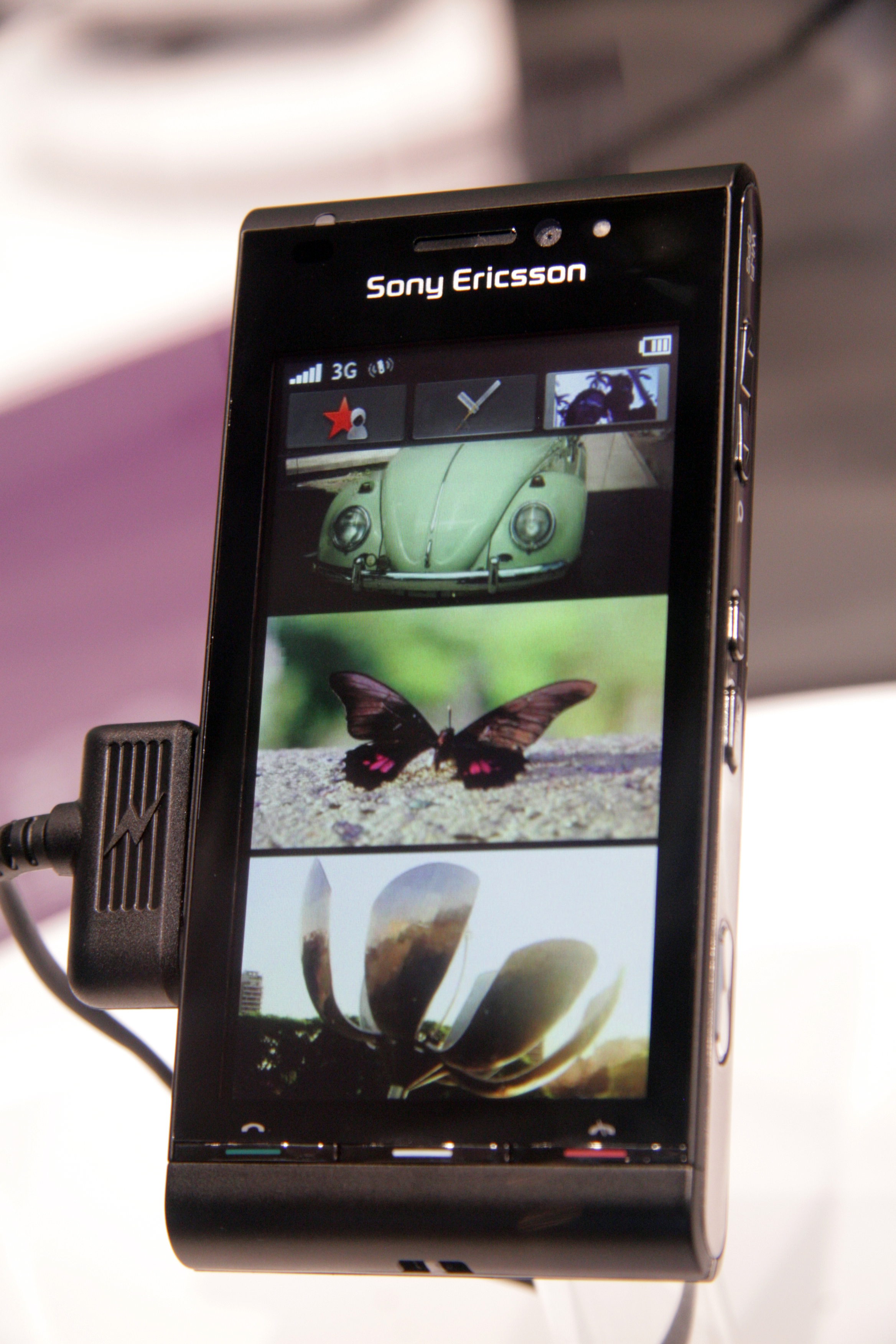
سوني إريكسون ساتيو

تفوقت شركة سوني إريكسون على منافستها الكورية الجنوبية إل جي إلكترونيكس في الربع الأول من عام 2008. وانخفضت أرباح شركة سوني إريكسون بشكل ملحوظ بنسبة 43٪ لتصل إلى 133 مليون يورو (حوالي 180 مليون دولار أمريكي)، وانخفضت المبيعات بنسبة 8٪ وانخفضت حصتها في السوق من 9.4٪ إلى 7.9٪ ٪، على الرغم من الظروف المواتية التي كان من المتوقع أن ينمو فيها سوق الهواتف بنسبة 10 ٪ في عام 2008. أعلنت سوني إريكسون عن تحذير آخر بشأن الأرباح في يونيو 2008، وشهدت انهيار صافي الربح بنسبة 97٪ في الربع الثاني من عام 2008، معلنة أنها ستلغي 2000 وظيفة، مما أدّى إلى مخاوف واسعة النطاق من أن شركة سوني إريكسون كانت على وشك الانحدار جنبًا إلى جنب مع منافستها المتعثرة، موتورولا. في الربع الثالث، كانت الأرباح على نفس المستوى كثيرًا، ومع ذلك شهد شهري نوفمبر وديسمبر زيادة في الأرباح بجانب الطرز الجديدة التي تم إطلاقها، مثل سوني إريكسون C905، كونها واحدة من أفضل البائعين في جميع أنحاء المملكة المتحدة.
في يونيو 2008، كان لدى سوني إريكسون حوالي 8200 موظفا، ثم أطلقت برنامجًا لخفض التكاليف، وبحلول نهاية عام 2009 كانت قد خفضت قوتها العاملة العالمية بنحو 5000 شخص. كما أغلقت مراكز البحث والتطوير في تشادويك هاوس، بيرشوود (وارينجتون) في المملكة المتحدة؛ وميامي، وسياتل، وسان دييغو، وحديقة مثلث البحوث (Research Triangle Park) في نورث كارولاينا، بالولايات المتحدة؛ ووحدة تشيناي (تاميل نادو) في الهند؛ وهسلهولم وكيستا في السويد، والعمليات في هولندا. كما تم إغلاق مراكز (UIQ) في لندن وبودابست، وكانت (UIQ) مشروعًا مشتركًا مع موتورولا بدأ العمل في التسعينيات.

### من 2011 إلى 2020

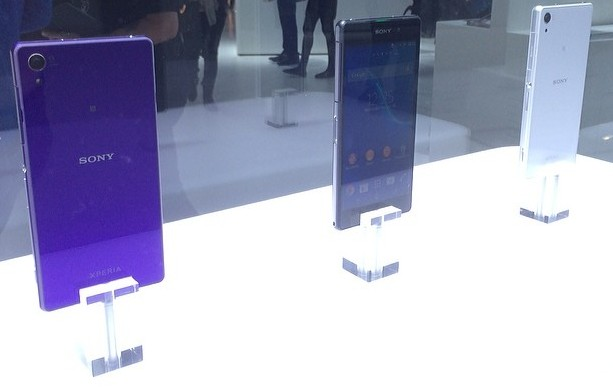
يعد سوني إكسبيريا زد2، الذي تم إصداره في عام 2014، الجهاز الرئيسي السابق لشركة سوني موبايل

في 27 أكتوبر 2011، أعلنت شركة سوني أنها ستستحوذ على حصة إريكسون في سوني إريكسون مقابل 1.05 مليار يورو (1.47 مليار دولار)، مما يجعل شركة الهواتف المحمولة شركة فرعية مملوكة بالكامل لشركة سوني. كان من المتوقع إتمام الصفقة في يناير 2012. في كلمته الرئيسية في معرض الإلكترونيات الاستهلاكية لعام 2012، أعلن كازو هيراي من سوني أن سوني إريكسون ستُعرف ببساطة باسم سوني موبايل للاتصالات المتنقلة في انتظار إتمام الصفقة. في 26 يناير 2012، وافق الاتحاد الأوروبي على الاستحواذ. في 16 فبراير 2012، أعلنت شركة سوني أنها أكملت عملية الاستحواذ الكاملة على سوني إريكسون. في 7 يناير 2013، أكملت شركة سوني موبايل نقل مقرها الرئيسي من لوند بالسويد إلى طوكيو باليابان من أجل الاندماج الكامل مع الشركة الأم. كان أول هاتف محمول من سوني فقط هو سوني إكسبيريا إس، في معرض الإلكترونيات الاستهلاكية لعام 2012. قررت شركة سوني موبايل للاتصالات المتنقلة التخلص التدريجي من جميع الهواتف المميزة (غير الذكية) بحلول سبتمبر 2012، والتركيز تمامًا على قطاع الهواتف الذكية.
كانت شركة سوني موبايل رابع أكبر شركة لتصنيع الهواتف الذكية من حيث الحصة السوقية في الربع الرابع من عام 2012، حيث تم شحن 9.8 مليون وحدة.
في 2 يوليو 2012، أعلنت شركة سوني أنها ستشتري غايكاي (Gaikai)، وهي خدمة سحابية لدعم توسعها في مجال الألعاب السحابية. دفعت شركة سوني مبلغ 380 مليون دولار للحصول على غايكاي. تم استبدال شعار سوني إريكسون للطاقة السائلة (Sony Ericsson Liquid Energy)، الذي كان الشعار المميز المستخدم في منتجات سوني موبايل حتى سلسلة هواتف 2012، بزر طاقة جديد مصمم ليكون بمثابة السمة المميزة الجديدة للتعرف بسهولة على هاتف سوني، وقد ظهر هذا لأول مرة في عام 2013 سلسلة هواتف إكسبيريا المحمولة. كانت آخر الهواتف التي ظهرت بشعار (Liquid Energy) هي سوني إكسبيريا تي وسوني إكسبيريا TX، وأول الهواتف التي لم تظهر عليها كانت إكسبيريا جاي وسوني إكسبيريا في. تم الكشف عن كلاهما في معرض إيفا برلين 2012. في معرض الإلكترونيات الاستهلاكية 2013 تم الإعلان عن سوني إكسبيريا زد وسوني إكسبيريا زد إل، يليها هاتف سوني إكسبيريا زد1، الذي تم الكشف عنه خلال مؤتمر صحفي في معرض إيفا برلين 2013، وسوني إكسبيريا زد2 خلال ملتقى عالم الهاتف النقال 2014 في برشلونة بإسبانيا، وسوني إكسبيريا زد3 في معرض إيفا برلين 2014.
في 30 أكتوبر 2014، أعلنت شركة سوني أن نائب الرئيس الأول لإدارة التخطيط والتمويل وإنشاء الأعمال الجديدة، هيروكي توتوكي، سيحلّ محلّ كونيماسا سوزوكي كرئيس ومدير تنفيذي لشركة سوني موبايل، اعتبارًا من 16 نوفمبر 2014. أصبح سوزوكي فيما بعد المدير التنفيذي لمجموعة سوني بعد مغادرته شركة سوني موبايل.
في الربع الأخير من عام 2015، سجّلت شركة سوني موبايل أعلى ربح لكل هاتف ومتوسط سعر بيع لجميع مصنعي أجهزة أندرويد الرئيسية. ومع ذلك، من حيث حصّتها في السوق، انسحبت شركة سوني موبايل من أفضل 10 بائعي هواتف ذكية على مستوى العالم لأول مرة في الربع الأول من العام.
كانت سوني موبايل هي الشركة المصنعة للهواتف الذكية الرئيسية الوحيدة التي قدّمت الدعم لتطوير مجتمعات أنظمة تشغيل الهواتف المحمولة الأصغر، التي تركز على القراصنة خلال هذا الوقت. في عام 2013، أصدرت شركة سوني إصدارًا تجريبيًا لنظام التشغيل فيرفكس ذاكرة القراءة فقط لجهاز سوني إكسبيريا إي. في عام 2017، أدخلت سوني سيلفش في برنامج الأجهزة المفتوحة. نتيجة لذلك، تم نقل برنامج سيلفش رسميًا إلى العديد من أجهزة إكسبيريا.
اعتبارًا من الربع الثاني من عام 2018، كانت حصّة سوق الهواتف الذكية لشركة سوني موبايل في اليابان 12.5٪، خلف أبل وشارب.
في 26 مارس 2020، أعلنت شركة سوني أنها ستؤسس شركة قابضة وسيطة باسم شركة سوني للإلكترونيات، اعتبارًا من 1 أبريل 2020. سوف تدمج شركة سوني للإلكترونيات الشركات الثلاثة التي تضم قطاع منتجات وحلول الإلكترونيات ("EP&S") (منتجات التصوير والحلول، والترفيه المنزلي والصوت، والاتصالات المتنقلة ("MC") والمبيعات العالمية والتسويق والتصنيع واللوجستيات والمشتريات والمنصات الهندسية.

## العمليات

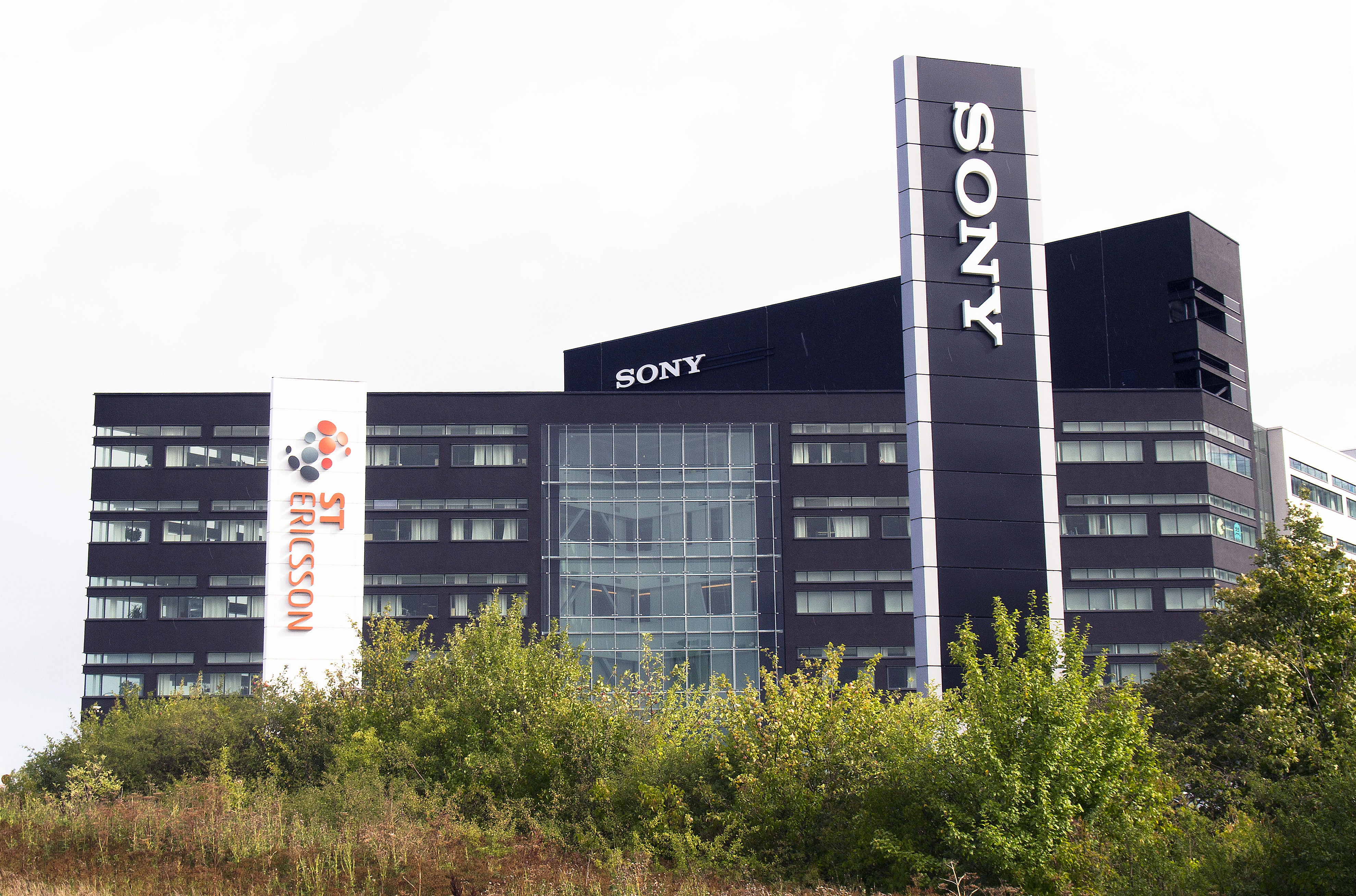
مكاتب سوني إريكسون (و ST-Ericsson) في لوند بالسويد

في عام 2009، أعلنت شركة سوني إريكسون أنها ستنقل مقرها الرئيسي في أمريكا الشمالية من حديقة مثلث البحوث في نورث كارولينا إلى أتلانتا. كان نقل المقر جزءًا من خطة لتقليل القوى العاملة. قالت ستايسي دوستر، المتحدثة باسم شركة سوني إريكسون، إن القرب من رحلات مطار هارتسفيلد جاكسون إلى أمريكا اللاتينية، وعمليات إيه تي آند تي موبيليتي أثرت في قرار نقل المقر الرئيسي للولايات المتحدة الأمريكية. ستقوم سوني إريكسون بإغلاق موقع مثلث البحوث. في 23 أغسطس 2012، أعلنت شركة سوني عن تخفيضات كبيرة في قوتها العاملة في لوند بالسويد. في سبتمبر 2014، أعلنت شركة سوني عن تحصيل 1.3 مليار يورو كرسوم انخفاض قيمة على قسم سوني موبايل، وإلغاء 15٪ أخرى من الوظائف - بما يعادل 1000 موظف - في سوني إريكسون.

## المُنتجات

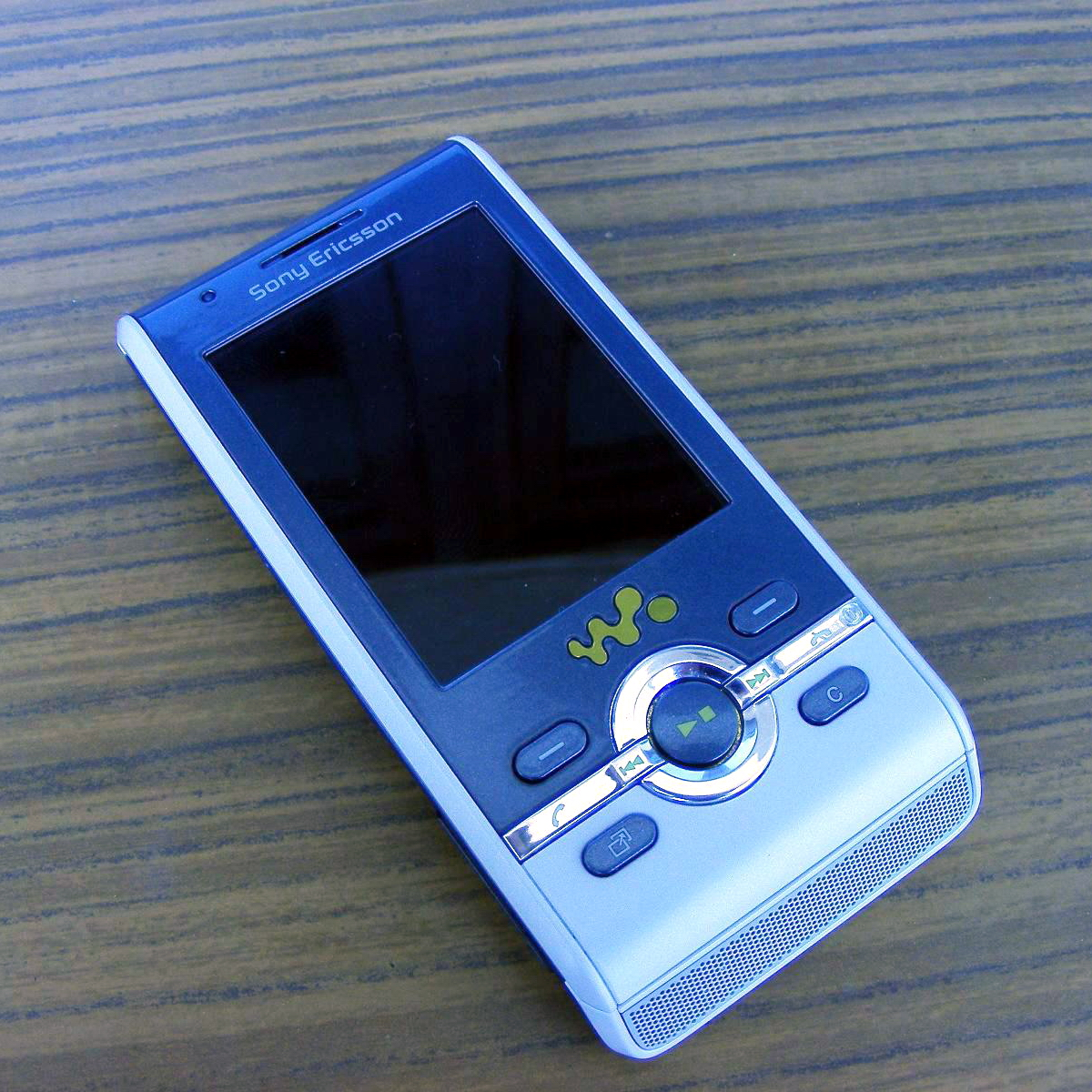
هاتف محمول من نوع سوني إريكسون (W595)

### هواتف سوني إريكسون الذكية
كانت سوني إريكسون (في الأصل إريكسون) جزءًا من اتحاد سمبيان. ودعمت واجهة اللمس القائمة على قلم (UIQ) لنظام التشغيل سيمبيان. كان أول هاتف ذكي من سوني إريكسون (UIQ) هو سوني إريكسون (P800) في عام 2002. انضمت سوني إريكسون إلى مؤسسة سيمبيان في عام 2008، وسرعان ما أفلست - تم إصدار سوني إريكسون ساتيو في عام 2009 وهو يعمل بنظام سمبيان ^ 1، والذي سينجح بواسطة سوني إريكسون فيفاز في عام 2010. بالنسبة للسوق اليابانية، أنتجت سوني إريكسون أيضًا أجهزة (MOAP) المستندة إلى لينكس، وسمبيان لـ (NTT DoCoMo)، بالإضافة إلى (REX OS) لشركة (au/KDDI).
أطلقت سوني إريكسون أول جهاز يعمل بنظام ويندوز موبايل في عام 2008، وهو سوني اريكسون اكسبيريا اكس1، وذلك خلال ملتقى عالم الهاتف النقال لعام 2008 في برشلونة، والذي حمل نظام تشغيل ويندوز موبايل مع واجهة لوحة سوني إريكسون، وتم تصنيعه بواسطة إتش تي سي. سيقومون بتطوير جهازين إضافيين من أجهزة ويندوز موبايل، هما: سوني اريكسون اكسبيريا اكس2 وسوني اريكسون أسبن في عام 2010. بحلول هذا الوقت، حوّلت سوني إريكسون كل تركيزها على نظام التشغيل أندرويد من جوجل. أكّد الرئيس التنفيذي للشركة جهاز سوني إريكسون ويندوز موبايل لعام 2011. يوجد نموذج أولي وتم تسريبه على الإنترنت في عام 2011، ولكن لم يتم إطلاق أي جهاز يعمل بنظام ويندوز موبايل.
كان هناك أيضًا مجموعة من الهواتف الذكية التي تحمل علامة سوني برافيا، والتي تم طرحها للسوق اليابانية بين عامي 2007 و 2010.
منذ عام 2012، أصبحت جميع منتجات سوني موبايل في نطاق إكسبيريا وتعمل بنظام التشغيل أندرويد - كان طراز سوني اريكسون اكسبيريا اكس 10 الذي تم إطلاقه في عام 2010 هو أول من استخدم هذا. في عام 2011، حملت سوني إريكسون مجموعة من الهواتف الذكية متوسطة وعالية الجودة التي تعمل بنظام أندرويد، والتي تستخدم جميعها نفس SoC، مع التمييز فقط في عامل الشكل وحجم الشاشة وقدرات الوسائط المتعددة. على الرغم من أن الهواتف كانت تحمل بالفعل علامة سوني التجارية في عام 2012، إلا أنها كانت (في الغالب) مطورة بواسطة سوني إريكسون، كما يتضح من الشعار الأخضر على ظهر الهواتف مثل سوني إكسبيريا إس وسوني إكسبيريا تي.

## وصلات خارجية
- الموقع الرسمي